# Levels (canção de Nick Jonas)
Levels é uma canção do cantor estadunidense Nick Jonas lançada em 21 de agosto de 2015 pela Island Records como primeiro single do relançamento de seu primeiro álbum de estúdio, "Nick Jonas", intitulado "Nick Jonas X2". A faixa foi composta pelo próprio intérprete, Talay Riley, Sean Douglas e The Monsterz & The Strangers e produzida por Ian Kirkpatrick (mesmo produtor de "Wilderness" e "Nothing Would Be Better") e The Monsterz & The Strangers.

## Antecedentes
Em junho de 2015, Nick, em entrevista a revista Entertainment Weekly disse que até o fim do ano ou no próximo estaria lançado algo novo.
Em 13 de agosto de 2015, Nick postou em sua conta oficial na rede social Instagram o anúncio do lançamento da faixa para o dia 21 de agosto de 2015, além de anunciar uma apresentação da nova canção no VMA 2015 no dia 30 de agosto de 2015, onde o cantor concorre a categoria "Best Male Video" com o vídeo clipe da canção "Chains".
A capa oficial do single foi lançada em 17 de agosto e no dia 20, três previsões da música e do clipe foram lançadas no Instagram oficial do cantor.

## Recepção
O música foi bem recebida por críticos e sites musicais, como o Idolator, comparando os refrões a música "You Oughta Know" da cantora Alanis Morissette. A revista Billboard chamou a canção de "muito, muito boa" e ainda diz que "a canção te faz querer ir para o mesmo nível que Nick".

## Lista de faixas
| Levels |          |                                                                     |         |  |
| N.º    | Título   | Compositor(es)                                                      | Duração |  |
| 1.     | "Levels" | Nick Jonas, Talay Riley, Sean Douglas, The Monsterz & The Strangers | 2:47    |  |

## Apresentações ao vivo
Jonas apresentou a canção pela primeira vez ao vivo durante o show beneficente pré-MTV Video Music Awards, realizado junto com a cantora Demi Lovato no dia 28 de agosto de 2015. No mesmo evento, Nick também apresentou as canções "Jealous", "Can't Feel My Face", do cantor The Weeknd, e "Poison", do grupo Bell Biv DeVoe. "Levels" também foi apresentada pela primeira vez na televisão no dia da premiação, 30 de agosto de 2015, durante o pré-show do evento. O blog Entertainment Weekly escreveu sobre a performance que Nick está provando ser um dos melhores homens no gênero pop/rock da década.

## Vídeo musical
Durante o mês de agosto, Nick postou alguns trechos do vídeo na rede social Instagram, onde o cantor aparece dançando sensualmente ao som da canção. Em 29 de agosto, o site da MTV divulgou um vídeo contendo os bastidores da gravação do vídeo e revelou Colin Tilley como diretor. Nick disse sobre o vídeo que espera que ele seja um de seus clipes mais fortes e que "isso continua me dando uma ideia melhor do que eu procuro testar. Eu quero que as pessoas pensem quando assistam meus vídeos e ouçam minhas músicas." O clipe foi lançado no dia 30 de agosto de 2015, logo após a apresentação da canção na premiação da MTV, o VMA 2015.

## Desempenho nas tabelas musicais
| Tabela musical (2015)              | Melhor posição |
| ---------------------------------- | -------------- |
| Austrália (ARIA Charts)            | 79             |
| Canadá (Canadian Hot 100)          | 23             |
| Estados Unidos (Billboard Hot 100) | 44             |
| Estados Unidos (USA Pop Songs)     | 14             |
| Nova Zelândia - RIANZ              | 19             |
| Reino Unido - UK Singles Chart     | 52             |

## Histórico de lançamento
| País           | Data                 | Formato          | Gravadora      |
| -------------- | -------------------- | ---------------- | -------------- |
| Estados Unidos | 21 de agosto de 2015 | Download digital | Island Records |
| Alemanha       | 22 de agosto de 2015 | Download digital | Island Records |